# Kevin Owens
Kevin Yanick Steen (7 de mayo de 1984) es un luchador profesional canadiense. Actualmente trabaja para la empresa estadounidense WWE, donde se presenta en la marca Smackdown bajo el nombre de Kevin Owens. 
Es reconocido como 5 veces campeón mundial al haber conseguido el Campeonato Mundial de ROH en una ocasión, el Campeonato Mundial de PWG en 3 ocasiones y el Campeonato Universal de la WWE una vez. Kevin comenzó su carrera en 2000 a la edad de 16 años. Antes de unirse a la WWE a finales de 2014, Kevin luchó extensamente en el circuito independiente durante 14 años, desde 2007 Steen luchó bajo su nombre de nacimiento para Ring of Honor (ROH), donde también obtuvo los Campeonatos Mundiales en Parejas de ROH. , también luchó en Pro Wrestling Guerrilla (PWG), donde también obtuvo los Campeonatos Mundiales en Parejas de PWG en tres ocasiones. Kevin también compitió para el International Wrestling Syndicate (IWS), en donde tuvo tres veces el Campeonato Mundial Peso Pesado de IWS, para la All American Wrestling (AAW), donde tuvo el Campeonato Mundial Peso Pesado de AAW, y para Combat Zone Wrestling (CZW), en donde tuvo el Campeonato de Hombre de Hierro de CZW.
Owens luchó en el territorio de desarrollo de la WWE, NXT Wrestling, en donde fue una vez Campeón de NXT, antes de debutar en el elenco principal en mayo de 2015. Desde entonces ha tenido el Campeonato Universal de la WWE una vez, el Campeonato Intercontinental de la WWE dos veces, el Campeonato de los Estados Unidos de la WWE tres veces y el Campeón Indiscutible en Parejas de la WWE junto a Sami Zayn una vez; todo ello lo convierte en un Grand Slam Championship. Además, fue evento principal de WrestleMania 38 y WrestleMania 39, ambas en su primera noche.

## Primeros años
Kevin Yanick Steen nació el 7 de mayo de 1984 en Saint-Jean-sur-Richelieu, Quebec, y creció en Marieville, Quebec. Él es de ascendencia canadiense-francesa y habla francés como su primera lengua. Aprendió a hablar inglés de adolescente al imitar todo lo que escuchó mientras veía Monday Night Raw. Steen participó en hockey, fútbol y béisbol, pero nunca consideró desarrollar una carrera profesional en ellos—especialmente fútbol, después de sufrir una lesión a los 11 años—y en su lugar consideró convertirse en luchador profesional después de que él y su padre vieron una cinta de video del combate entre Diesel y Shawn Michaels en WrestleMania XI.

## Carrera

### Carrera temprana (2000-2004)
Cuando Steen tenía 14 años, sus padres le permitieron comenzar a entrenar con Serge Jodoin, un luchador con base en Quebec. El año siguiente, Steen comenzó a entrenar con Jacques Rougeau. También entrenó con Terry Taylor, a quien ha llamado su "entrenador principal". Steen tuvo su primera lucha en su cumpleaños número 16 en L'Assomption, Quebec, el 7 de mayo de 2000. Steen siguió entrenando con Rougeau y luchó por la promoción de Rougeau durante cuatro años, antes de comenzar a luchar con muchas otras promociones canadienses.

### International Wrestling Syndicate (2003–2009)
El 16 de agosto de 2003, Steen hizo su debut en el International Wrestling Syndicate (IWS) en Born to Bleed. Pierre Carl Ouellet derrotó a El Generico y Steen en Blood, Sweat y Beers en un Triple Threat match el 18 de octubre de 2003. El 15 de noviembre de 2003 en Payback's A Bitch, El Generico derrotó a Steen en su primera lucha individual entre sí. El IWS celebró su quinto aniversario "V" el 15 de junio de 2004 en Le SPAG, en donde El Generico derrotó a PCO para ganar su primer Campeonato Mundial Peso Pesado de IWS, solo para que después Steen hiciera efectiva la oportunidad titular que había ganado la noche anterior contra Excess 69. Steen derrotó a El Generico para también ganar su primer Campeonato Mundial Peso Pesado de IWS. El primer reinado de Steen en 2004 marcó un hito fundamental en la historia de la promoción cuando se convirtió en el primer Campeón Mundial Peso Pesado de IWS en defender internacionalmente el título, al derrotar a Roderick Strong el 30 de octubre en Rahway, Nueva Jersey para la Jersey All Pro Wrestling (JAPW).
El 22 de septiembre de 2007 en Blood, Sweat & Beers, Steen derrotó a Jay Briscoe. El 16 de febrero de 2008 en Violent Valentine, El Generico derrotó a Steen para recuperar el Campeonato Mundial Peso Pesado de IWS. El 22 de marzo de 2008 en Know Your Enemies, Steen recuperó el título tras derrotar a El Generico y a Max Boyer en un Triple Threat match. El 24 de mayo de 2008 en Freedom to Fight, Steen se convirtió en el primer luchador en ganar dos títulos del IWS simultáneamente cuando derrotó a Max Boyer para ganar el Campeonato Canadiense de IWS en un IWS Championship Unification match. El 27 de septiembre de 2008 en Un F'N Sanctioned, Steen retuvo el campeonato ante Joey Mercury.

### Combat Zone Wrestling (2004–2006, 2008, 2014)

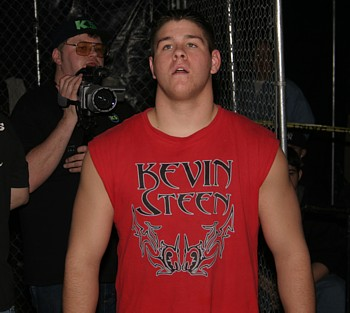
Steen en diciembre de 2004.

Steen hizo su debut en la Combat Zone Wrestling (CZW) el 10 de septiembre de 2004 en High Stakes II, en donde fue derrotado por SeXXXy Eddy en un IWS Fatal 4-Way match que también incluyó a El Generico y Excess 69, siendo esta lucha elegida extraoficialmente como "La lucha de CZW del año". Continuó haciendo apariciones con CZW y pronto comenzó a trabajar en equipo con El Generico.
El 14 de mayo de 2005, Steen participó en el torneo "CZW Best of the Best", y avanzó a la final después de derrotar a Kenny The Bastard en la primera ronda y a Chris Hero en la segunda ronda. Sin embargo, no pudo ganar el torneo, ya que perdió en la final, la cual fue un Fatal 4-Way match en el que también participaron B-Boy, Super Dragon y Mike Quackenbush. Quackenbush ganó el combate.
Unos meses más tarde, en agosto, Steen ganó su primer campeonato en CZW. Derrotó a Franky The Mobster para ganar el Campeonato de Hombre de Hierro de CZW. Steen defendió el título en luchas individuales contra luchadores como Nate Webb, El Generico, Chris Sabin y Super Dragon. También lo defendió en un combate que involucró a Necro Butcher, B.J. Whitmer y otros.
En un Steel Cage match celebrado en CZW Trapped que involucró a The Canadians, The Blackout, The Forefathers of CZW y Eddie Kingston, Steen perdió el campeonato contra la luchadora femenina LuFisto. Su reinado terminó un día antes de cumplir un año como campeón. Luego de eso, partió para una gira con Dragon Gate, y no regresó a CZW hasta febrero de 2008, cuando hizo una aparición por única vez luchando contra Vordell Walker en una lucha que terminó sin resultado.
Steen volvió a CZW seis años más tarde compitiendo en dos luchas para la promoción en 2014. Steen primero fue derrotado por el competidor japonés Masato Tanaka antes de derrotar a DJ Hyde veintidós días más tarde en un evento celebrado en Rhode Island.

### Pro Wrestling Guerrilla (2005–2008)
Mientras luchaba en CZW, Steen también comenzó a trabajar para Pro Wrestling Guerrilla (PWG). El 13 de mayo de 2005, en Jason Takes PWG, Steen entró en su primer feudo dentro de PWG, cuando ayudó a Excalibur a derrotar a Super Dragon en un Guerrilla Warfare match, en el proceso se reveló como el falso Super Dragon, quien había estado atacando al real durante los últimos meses. El 6 de agosto de 2005, Steen ganó el Campeonato de PWG después de derrotar a A.J. Styles en Zombies Shouldn't Run. Steen mantuvo el título por casi cuatro meses antes de perderlo ante Joey Ryan en Chanukah Chaos, luego de la interferencia de Super Dragon. El feudo de Steen con Super Dragon terminó el 16 de diciembre de 2005 en Astonishing X-Mas, en donde fue derrotado en un Guerrilla Warfare match.
En 2006, Steen comenzó a trabajar en equipo con El Generico y juntos comenzaron a perseguir los Campeonatos Mundiales en Parejas de PWG. El 29 de julio de 2007, en Giant Size Annual # 4, Steen & Generico derrotaron a los campeones reinantes PAC & Roderick Strong para convertirse en los Campeones Mundiales en Parejas de PWG. Con éxito defendieron los cinturones durante casi tres meses antes de perderlos ante el equipo de Davey Richards y Super Dragon el 27 de octubre en Inglaterra como parte de la gira "European Vacation II" de PWG. La noche siguiente, Steen se asoció con PAC en un intento de recuperar los cinturones de Dragon y Richards, anunciando antes de la lucha que si él perdía, dejaría la compañía indefinidamente. Steen y PAC perdieron, lo que llevó a Steen a abandonar el PWG.

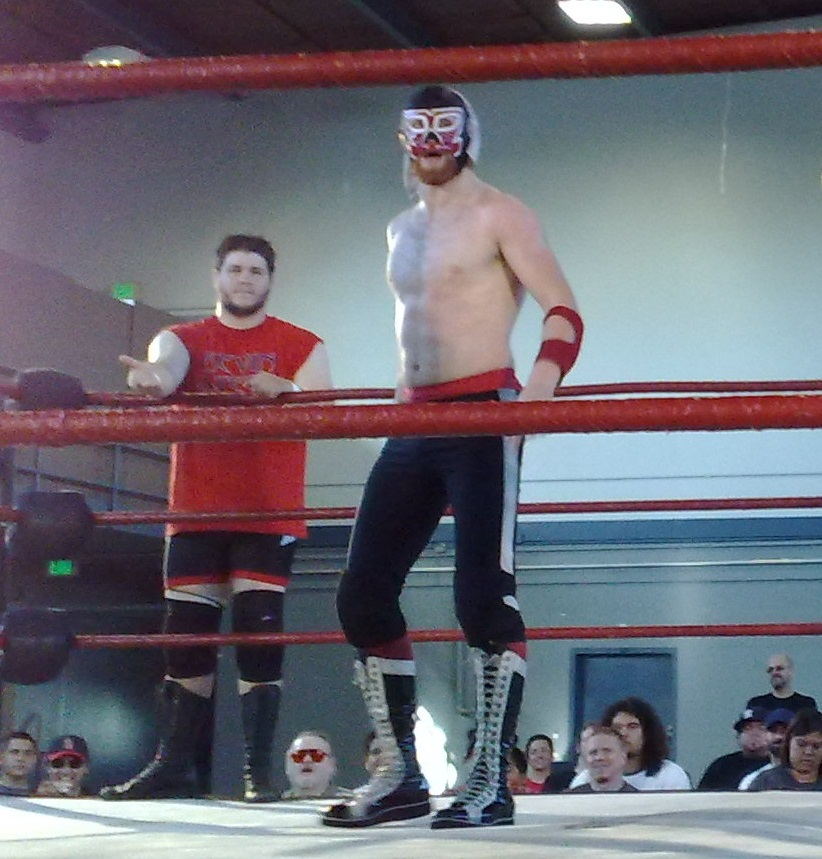
Steen y El Generico haciendo equipo en 2008.

Sin embargo, Steen regresó a PWG y, junto con El Generico, ganó los Campeonatos Mundiales en Parejas de PWG por segunda vez, esta vez al derrotar a The Dynasty (Joey Ryan y Scott Lost) el 21 de marzo de 2008 en un combate improvisado. Steen y Generico se convirtieron en el primer equipo en la historia de PWG en ser parte del torneo anual "Dynamite Duumvirate Tag Team Title" para defender los cinturones en cada lucha que tenían. En la final del torneo, perdieron los títulos ante Jack Evans y Roderick Strong, terminando así su segundo reinado. En última instancia, Steen dejó PWG después de que el interés de ROH aumentó. Según Steen, no pudo luchar por ROH y PWG al mismo tiempo y eligió ROH por el dinero y la fama.

### Ring of Honor (2007–2014)

#### 2007–2010
El 17 de febrero de 2007, Steen regresó a Ring of Honor formando equipo con El Generico, siendo derrotados por The Briscoe Brothers. El 14 de abril, Mark Briscoe regresó durante la lucha entre Steen & Generico contra su hermano Jay & Erick Stevens. Mark fue atacado por el dúo y fue cubierto por Steen después de un Package piledriver. El 11 de mayo, Steen (como luchador heel) & Generico (como luchador face) derrotaron a Jason Blade & Eddie Edwards. En Respect is Earned, Steen & El Generico derrotaron a The Irish Airborne (Jake & Dave Crist), Pelle Primeau & Mitch Franklin y Jimmy Rave & Adam Pearce en un Tag Team Scramble dark match. Esa misma noche, se enfrentaron a The Briscoe Brothers, terminando con Mark Briscoe sufriendo una leve conmoción cerebral tras ser atacado con una silla de acero. En Driven, The Briscoe Brothers derrotaron a Steen & Generico para retener los Campeonatos Mundiales en Parejas de ROH. Steen y Generico sufrieron tres derrotas consecutivas ante The Briscoe Brothers en Caged Rage en un Tag Team Steel Cage match, en Manhattan Mayhem II en un Tag Team 2-out-of-3 Falls match y en Man Up en un Tag Team Ladder match. Su única victoria contra The Briscoe Brothers fue en Death Before Dishonor V Night 1 en un Boston Street Fight sin los títulos en juego.

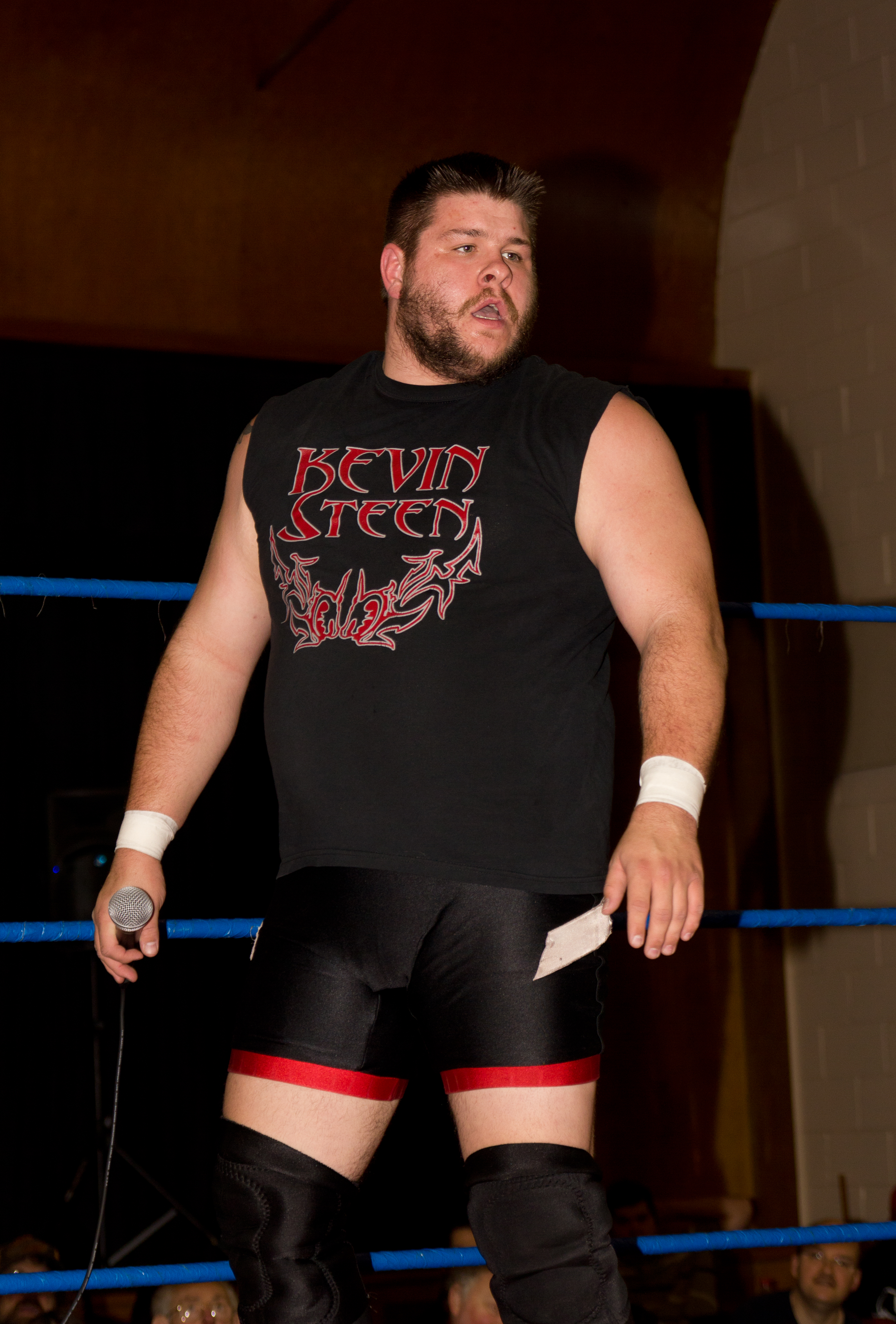
Steen en un evento de la GCW en diciembre de 2011.

El 6 de junio de 2008, Steen y Generico participaron en un torneo de una noche para coronar a los nuevos Campeones Mundiales en Parejas de ROH. Derrotaron a Go Shiozaki & al Campeón Mundial de ROH Nigel McGuiness en la primera ronda y a Chris Hero & Adam Pearce en la segunda ronda antes de ser derrotados por Jimmy Jacobs & Tyler Black en la final.
El 27 de junio en Dayton, Ohio, Steen & Generico derrotaron a los miembros de The Age of the Fall, Tyler Black & Joey Matthews, cuando Steen cubrió a Matthews después de un Package piledriver. Al día siguiente, en Chicago Ridge, Illinois, Steen & Generico fueron derrotados por los miembros de AOTF, Black y Necro Butcher, cuando Butcher cubrió a Steen después de un roll up y un golpe en la cara con una silla por parte de Black. El 25 de julio, Steen se enfrentó al Campeón Mundial de ROH Nigel McGuinness en una lucha por el título para el debut de la compañía en Toronto, Ontario, Canadá, pero Steen fue derrotado.
En una grabación de un evento de pago por visión en Boston el 19 de septiembre, Steen & Generico vencieron a The Age of the Fall para finalmente ganar los Campeonatos Mundiales en Parejas de ROH. Esto también cumplió la promesa de Steen de ganar un título en ROH antes del show del 21 de noviembre en Dayton. En una grabación televisiva el 10 de abril de 2009, perdieron los títulos ante The American Wolves (Eddie Edwards y Davey Richards).
El 19 de diciembre de 2009, en Final Battle, el primer evento de pago por visión en vivo de ROH, después de una derrota ante The Young Bucks, Steen se volvió loco al atacar a su compañero de equipo, El Generico. Luego de eso, Steen encontró un nuevo compañero en Steve Corino. En el siguiente evento de pago por visión, The Big Bang!, Generico & Cabana derrotaron a Steen & Corino por descalificación, cuando Steen usó una silla para atacar a su excompañero. El 19 de junio en Death Before Dishonor VIII, Steen derrotó a El Generico en una lucha individual. El 11 de septiembre en Glory By Honor IX, Generico & Cabana derrotaron a Steen & Corino en un Double Chain match, cuando Cabana obligó a Corino a retirarse. Después del combate, Steen atacó a El Generico y lo desenmascaró. El 18 de diciembre en Final Battle, Steen y Generico terminaron su feudo de un año en un Unsanctioned Fight Without Honor match, en donde Steen puso su carrera en ROH en juego contra la máscara de Generico. Sin embargo, a Steen no le gustó la idea, porque perdería dinero si perdía, pero al final accedió a la estipulación de la lucha, porque pensó que ROH usaría a Generico como un luchador importante después del feudo. Al final, El Generico ganó el combate y forzó a Steen a abandonar ROH. El feudo fue votado por Wrestler Observer Newsletter como el mejor feudo del año.
Antes del resultado, el 4 de noviembre de 2010, el contrato de Kevin Steen con Ring of Honor terminó debido a problemas de presupuesto financiero, lo que finalmente desempeñó un papel importante dentro de las estipulaciones del combate. Steen escribió la mayor parte de la historia de su rivalidad con El Generico, aunque afirma que su pobre relación con el nuevo corredor de apuestas Jim Cornette, quien tenía poco interés en Steen o Generico, resultó en una gran frustración para él. Durante el feudo, el corredor de ROH, Adam Pearce, le prometió a Steen que asistiría al evento principal de Final Battle, pero Cornette hizo la lucha de Davey Richards vs. Eddie Edwards el evento principal, mientras que la de Steen vs. Generico después del evento. Steen también afirma que Cornette lo "detuvo" fuera de ROH, creyendo que también estaba manteniendo al presidente de la promoción, Cary Silkin, oculto cuando Steen sería traído de regreso.

#### 2011–2014
Cuando Steen fue sacado de los eventos de ROH, el presidente de ROH Cary Silkin le pagó todos los meses. Cornette le dijo a Steen que lo traerían de regreso en unos meses más tarde, por lo que Steen perdió 40 libras (18 kg), pero cuando se vendió ROH, Cornette le dijo que esperara otros seis meses. Steen no estaba contento y su peso subió a 291 lb (132 kg). Su contrato expiró en febrero de 2011. Después de firmar un nuevo contrato con la promoción, Steen regresó a Ring of Honor el 26 de junio de 2011, en Best in the World, siendo presentado por Corino, quien se había vuelto loco poco después de la salida de Steen de la promoción y afirmó que él también necesitaba rehabilitación. Sin embargo, los oficiales de ROH lo obligaron a abandonar la arena antes de que pudiera demostrar que era un hombre diferente. Después de que Corino fue derrotado por Michael Elgin, Steen corrió para salvarlo de una paliza a manos de The House of Truth, pero terminó yéndose en contra de él y su patrocinador Jimmy Jacobs. Luego, Steen fue arrastrado fuera de la arena, mientras que Jim Cornette juró que nunca más volvería a luchar en ROH. La idea original era presentar a Steen como un luchador en rehabilitación. Sin embargo, Steen rechazó la idea, porque no "quería parecerse a The Bravado Brothers. Aunque Steen fue mostrado como el heel de la historia, los fanáticos se pusieron de su parte y en cambio abuchearon a Cornette. La historia continuó el 22 de julio, cuando Steen empezó a invadir los medios de ROH, escribiendo mensajes elogiando a Pro Wrestling Guerrilla. El 15 de septiembre, la página web de ROH fue "hackeada" para mostrar un vídeo, en donde Steen anunció su intención de asistir a Death Before Dishonor IX de ROH el siguiente fin de semana.
En el PPV del 17 de septiembre, Steen interrumpió un combate entre El Generico y Jimmy Jacobs, llamando a Steve Corino, quien estaba luchando en ese momento en Japón, antes de bombardear a Jacobs en el ring. Steen fue confrontado por Jim Cornette y el presidente de ROH, Cary Silkin, a quien trató de aplicarle un Package piledrive, antes de ser sacado por los guardias de seguridad. En el episodio del 5 de noviembre de Ring of Honor Wrestling, Steen reapareció con el talento de Ohio Valley Wrestling, Christian Mascagni, como su asesor legal, amenazando a Jim Cornette y Ring of Honor con acciones legales a menos que fuera reintegrado dentro de tres semanas. En el episodio del 3 de diciembre de Ring of Honor Wrestling, a Steen se le concedió un combate contra Steve Corino en Final Battle, con su futuro en ROH en juego. En el evento, Steen derrotó a Corino, recuperando así su carrera en ROH. Posteriormente, le aplicó un Package piledrive a Jimmy Jacobs, antes de aplicarle el mismo movimiento a El Generico sobre una mesa. Al final de la noche, confrontó a Davey Richards y prometió convertirse en el campeón Mundial de ROH en 2012. El 4 de marzo de 2012, en el Show del décimo Aniversario de ROH, Steen derrotó a Jimmy Jacobs en un No Holds Barred match y finalizó el evento de pago por visión teniendo otra confrontación con Davey Richards. Steen continuó su racha de victorias durante el fin de semana Showdown in the Sun, derrotando primero a El Generico, con ayuda de Jimmy Jacobs, en un Last Man Standing match el 30 de marzo y luego a Eddie Edwards en una lucha individual el 31 de marzo. El 12 de mayo en Border Wars, Steen derrotó a Davey Richards para ganar el Campeonato Mundial ROH por primera vez, convirtiéndose en el primer canadiense en ganar dicho campeonato.

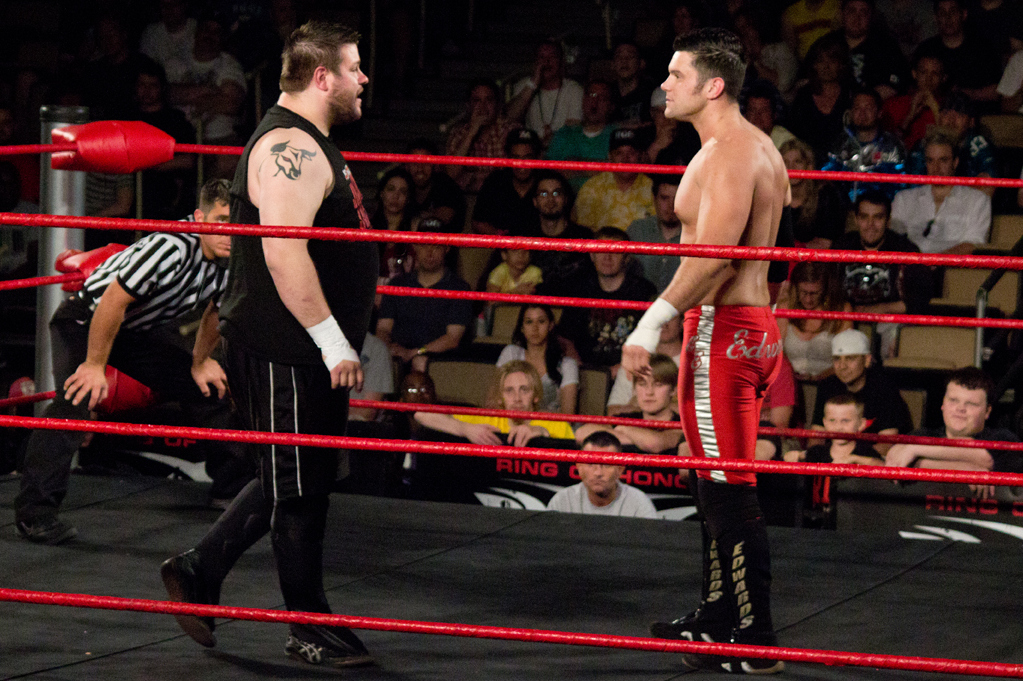
Steen frente a Eddie Edwards durante su lucha en Showdown in the Sun en 2012.

Después del combate, Steve Corino entró al ring y abrazó tanto a Steen como a Jacobs; los tres hombres más tarde formaron el grupo llamado S.C.U.M. (sufrimiento, caos, fealdad y violencia). Steen hizo su primera defensa exitosa del título el 15 de junio, derrotando a Eddie Edwards. El 24 de junio en Best in the World 2012: Hostage Crisis, Steen derrotó a Davey Richards para retener el Campeonato Mundial de ROH. El 11 de agosto en el siguiente evento de pago por visión Boiling Point, Steen defendió con éxito su título contra el Gran Campeón de Chikara Eddie Kingston. El 15 de septiembre en Death Before Dishonor X: State of Emergency, Steen hizo otra exitosa defensa del título contra Rhino. El 6 de octubre, un combate por el título entre Steen y Jay Lethal terminó sin resultado en el estado natal de Lethal, Nueva Jersey, después de lo cual Steen le escupió a los padres de Lethal, quienes estaban sentados en el ringside. Siete días después, en el siguiente evento de pago por visión de Internet, Glory By Honor XI: The Unbreakable Hope, Steen hizo una exitosa defensa del título contra Michael Elgin. Luego de la lucha, a Steen se le entregó una caja, la cual contenía la máscara de El Generico. El 16 de diciembre en Final Battle: Doomsday, Steen defendió con éxito el Campeonato Mundial de ROH contra El Generico, quien hacía su regreso, en un Ladder match. El 2 de marzo de 2013 en el Show del 11º Aniversario de ROH, Steen derrotó a Jay Lethal en un Grudge match para retener el Campeonato Mundial de ROH. El 5 de abril en Supercard of Honor VII, Steen perdió el Campeonato Mundial de ROH ante Jay Briscoe.

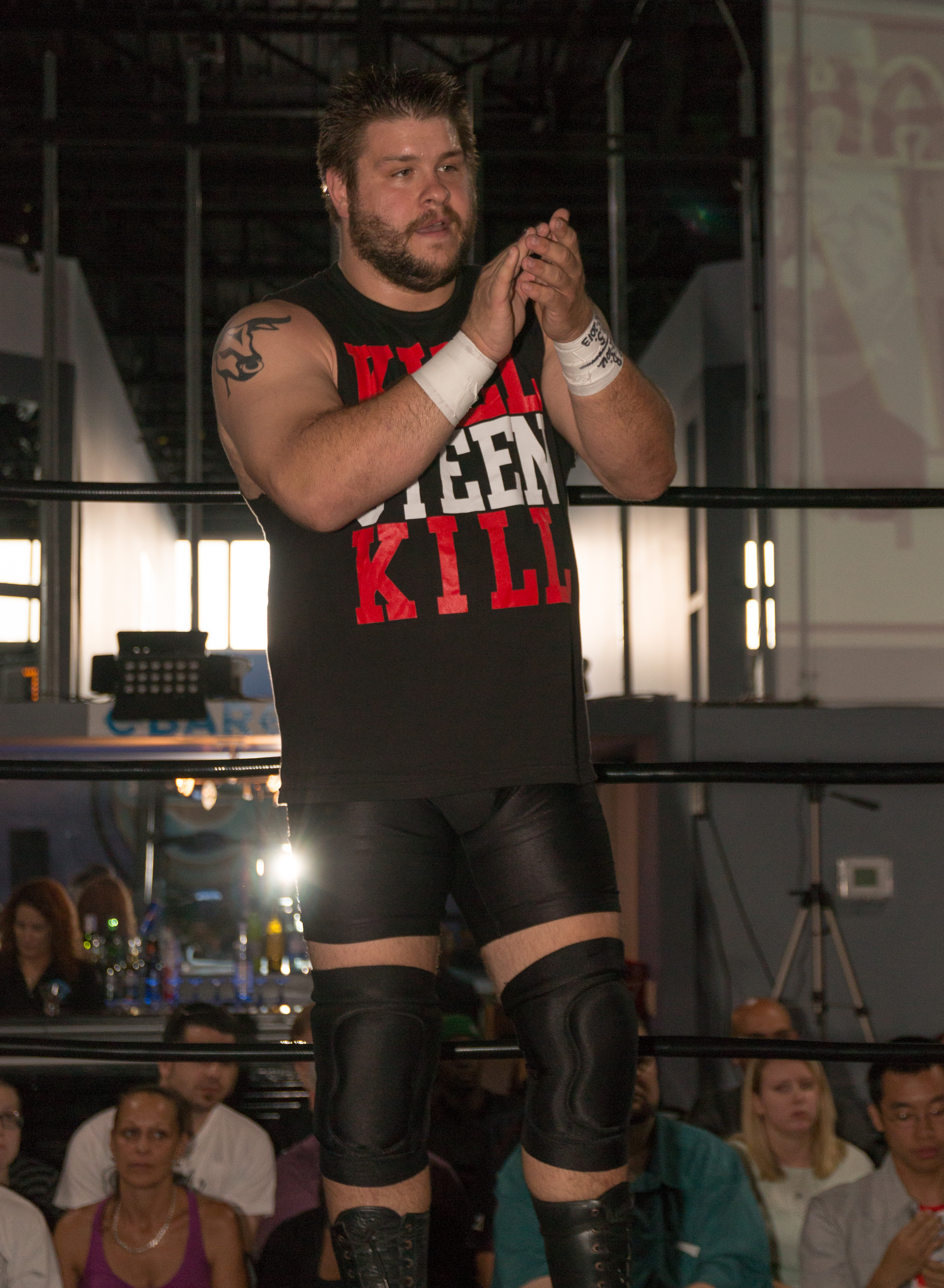
Steen en un evento independiente en 2014.

En la grabación de la noche siguiente de Ring of Honor Wrestling, S.C.U.M. traicionó a Steen al atacarlo, y Corino anunció que no se le volvería a ver en ROH. Sin embargo, Steen regresó a ROH el 4 de mayo, como face y reemplazando a Jay Lethal en un combate por equipos, en donde él y Michael Elgin se enfrentaron a los miembros de S.C.U.M. Cliff Compton y Jimmy Jacobs. La lucha terminó con Jacobs cubriendo a Steen para la victoria, luego de lo cual Elgin lo abandonó. Steen continuó su rivalidad con S.C.U.M. el 22 de junio en Best in the World, en donde fue derrotado por Matt Hardy en un No Disqualification match. Al día siguiente, Steen reemplazó a The Briscoes debido a lesiones en un Steel Cage Warfare match para enfrentarse a su antiguos compañeros de S.C.U.M., y a pesar de la interferencia de Corino y Hardy, cubrió a Jacobs para ganar el combate y disolver definitivamente a S.C.U.M. El 3 de agosto, Steen participó en un torneo por el Campeonato Mundial de ROH vacante, derrotando a Brian Kendrick en la primera ronda. El 17 de agosto, Steen avanzó a las semifinales del torneo con una victoria sobre Roderick Strong. El 20 de septiembre en Death Before Dishonor XI, Steen fue eliminado del torneo por Michael Elgin. Después del torneo, Steen comenzó un feudo con Michael Bennett. Los dos se enfrentaron el 26 de octubre en Glory By Honor XII, en donde Bennett salió victorioso, tras una distracción de su novia, Maria Kanellis. El 14 de diciembre en Final Battle, Steen derrotó a Bennett en un Stretcher match, en donde el perdedor se vería obligado a dejar de usar el piledriver. El 8 de febrero de 2014, Steen se convirtió en el contendiente #1 por el Campeonato Mundial de ROH tras derrotar a Jay Lethal, Michael Elgin y Tommaso Ciampa en un Fatal 4-Way match. Steen recibió su lucha titular el 10 de mayo en Toronto en Global Wars, pero fue derrotado por el campeón defensor, Adam Cole. Después de perder ante Shinsuke Nakamura en el Ring of Honor/New Japan Pro-Wrestling, coproducido por el evento de pago por visión War of the Worlds el 17 de mayo, Steen anunció que dejaría ROH. Esto lo llevó a ser insultado y atacado por Silas Young. Después de derrotar a Young el 22 de junio en Best in the World, Steen anunció que su contrato terminaría en "un mes y medio". En las grabaciones de Ring of Honor Wrestling del 19 de julio, Steen derrotó a Steve Corino en su última lucha en ROH.

### Regreso a PWG (2010-2014)
Cuando Steen dejó ROH en 2010, su amigo Super Dragon le pidió que luchara en PWG y Steen estuvo de acuerdo. El 11 de diciembre de 2010, Steen luchó contra Akira Tozawa, a quien derrotó para obtener su primer triunfo en PWG en dos años. Desde entonces, ha vuelto a ocupar un lugar más destacado en la compañía después de unos cuantos años esporádicos (solo ha presentado cinco apariciones entre 2009 y 2010). El 29 de enero de 2011, Steen fue derrotado por Chris Hero en el evento anual patrocinado por PWG, WrestleReunion. Más tarde esa noche, después de un Fatal 4-Way Tag Team match para determinar cuál de los cuatro equipos entraría en el torneo DDT4 2011, Steen apareció para atacar a los eventuales ganadores, The RockNES Monsters (Johnny Goodtime y Johnny Yuma), antes de declarar su intención de ganar el torneo DDT4. El 2 de febrero, se anunció que Steen se uniría con Akira Tozawa para el torneo, el cual tuvo lugar el 4 de marzo. En la primera ronda, Steen y Tozawa, conocidos colectivamente como Nightmare Violence Connection, lograron una victoria desconcertante sobre The Briscoe Brothers (Jay y Mark Briscoe). Después de otra victoria sobre los Campeones Mundiales en Parejas de ROH The Kings of Wrestling (Chris Hero y Claudio Castagnoli), Steen y Tozawa lograron llegar a la final del torneo, en donde fueron derrotados por The Young Bucks (Matt y Nick Jackson). El 23 de julio en el octavo aniversario de PWG, Steen derrotó por primera vez a PAC en una lucha individual, antes de asociarse con CIMA para derrotar a los Campeones Mundiales en Parejas de PWG The Young Bucks en una lucha no titular. Después de que Claudio Castagnoli derrotara a Chris Hero en el evento principal de la noche para retener el Campeonato Mundial de PWG, Steen lo desafió a una lucha por el título y, en su tercer combate de la noche, lo derrotó para ganar el Campeonato Mundial de PWG por segunda vez en su carrera. El 20 de agosto en el siguiente evento, Steen participó en el Battle of Los Angeles, derrotando a Dave Finlay y Eddie Edwards en la primera ronda y en las semifinales, respectivamente. Más tarde esa misma noche, Steen fue derrotado en la final por su viejo rival, El Generico. El 10 de septiembre, Steen hizo su primera defensa del Campeonato Mundial de PWG, derrotando al excampeón Davey Richards. Sin embargo, el 22 de octubre, Steen perdió el Campeonato Mundial de PWG ante El Generico en un Ladder match tras la interferencia de The Young Bucks. Después del combate, Super Dragon hizo su primera aparición en más de tres años al salvar a Steen, con los dos aceptando el desafío de The Young Bucks para un Guerrilla Warfare match. El 10 de diciembre, Steen y Dragon, conocidos colectivamente como "Appetite for Destruction", derrotaron a The Young Bucks en un Guerrilla Warfare match para ganar los Campeonatos Mundiales en Parejas de PWG. El 17 de marzo, Steen derrotó a El Generico y Eddie Edwards en un Triple Threat match para ganar el Campeonato Mundial de PWG por tercera vez en su carrera. Steen hizo su primera defensa del título el 21 de abril, derrotando a Sami Callihan en un desafío abierto. El 25 de mayo, Steen defendió con éxito el Campeonato Mundial PWG contra Brian Cage-Taylor. Esa misma noche, Steen y Dragon fueron despojados de los Campeonatos Mundiales en Parejas de PWG, después de que Dragon sufriera una fractura. El 21 de julio en Threemendous III, evento del noveno aniversario de PWG, Steen hizo su tercera defensa exitosa del Campeonato Mundial de PWG contra Willie Mack. El 1 de septiembre, Steen fue eliminado del Battle of Los Angeles en la primera ronda por Ricochet, después de una distracción de Brian Cage. Después de que le fuera arrebatado el cinturón de campeón por el ganador del Battle of Los Angeles, Adam Cole, Steen defendió con éxito el título en un Triple Threat match contra Michael Elgin y Ricochet el 27 de octubre, después de lo cual desafió a Cole a una lucha para el 1 de diciembre. El 1 de diciembre, Steen perdió el Campeonato Mundial de PWG ante Adam Cole en un Guerrilla Warfare match. Después de que El Generico aceptara un acuerdo con la WWE, él y Steen se reunieron una vez más el 12 de enero de 2013, al participar en el torneo Dynamite Duumvirate Tag Team Title. Después de derrotar a The Briscoe Brothers y Future Shock (Adam Cole y Kyle O'Reilly), fueron derrotados en la final del torneo por The Young Bucks. El 31 de agosto, Steen cambió a heel y formó un nuevo grupo llamado "The Mount Rushmore of Wrestling" con el campeón Mundial de PWG Adam Cole y los Campeones Mundiales en Parejas de PWG The Young Bucks. El 26 de julio de 2014, Steen fue derrotado por Trevor Lee en su lucha de despedida de PWG.

### WWE

#### Inicios en WWE y Campeón de NXT (2014–2015)
El 12 de agosto de 2014, WWE anunció que Steen había firmado con un contrato con la compañía y que debía pasar por el territorio de desarrollo de la empresa, NXT Wrestling, el 25 de agosto. Su nuevo nombre tenía solo el apellido cambiado a Owens, un tributo a su hijo Owen (quien lleva el mismo nombre de Owen Hart), y NXT comenzó a transmitir videos promocionales a partir del 20 de noviembre para promocionar su próximo debut. El ahora Kevin Owens detalló que había luchado durante 14 años antes de llegar a la WWE, después de haberse enfrentado (y formado amistades) con varios luchadores actuales de WWE o de NXT en el circuito independiente hace años, pero WWE los firmó primero; declaró que, a pesar de esas amistades, ahora pelearía contra cualquiera y para todos porque pelear era la mejor manera que podía ayudarlo a mantener a su familia.
En NXT TakeOver: R Evolution, Owens derrotó a CJ Parker en su debut, en el que Parker legítimamente le rompió la nariz con un Third Eye; más tarde esa misma noche, cuando Sami Zayn (El Generico) ganó el Campeonato de NXT, Owens llegó al ring para felicitar a Zayn antes de atacarlo con un powerbomb en la plataforma del ring, estableciéndose como heel en el proceso. En el episodio del 18 de diciembre de NXT, Owens luchó contra el ex Campeón de NXT Adrian Neville, terminando la lucha en doble cuenta fuera aunque después Owens le aplicó un powerbomb a Neville en la plataforma del ring. Después de otro ataque de Owens sobre Zayn, un furioso Zayn exigió un combate contra Owens, pero Owens se negó a luchar a menos que fuera por el campeonato. Zayn estuvo de acuerdo y se estableció una lucha por el título para el 11 de febrero en NXT TakeOver: Rival. En el evento, dos meses después de su debut, Owens capturó el campeonato después de derrotar a Zayn por decisión arbitraria, debido a que le aplicó cinco veces el powerbomb a un Zayn desorientado y fue detenido antes de que pudiera ejecutar un sexto. En el episodio del 25 de marzo de NXT, retuvo con éxito el título ante Finn Bálor. En NXT TakeOver: Unstoppable, la revancha de Zayn por el título contra Owens terminó sin resultado después de que Owens continuara golpeando a un Zayn lesionado, hasta que el debutante Samoa Joe lo detuvo. Después de semanas de tensión entre los dos, Owens se enfrentó a Joe en el episodio del 17 de junio de NXT. Después de que la lucha terminara sin resultado, los dos continuaron atacándose hasta que tuvieron que ser separados. El 4 de julio en el especial de WWE Network, The Beast in the East celebrado en Tokio, Owens perdió el Campeonato de NXT ante Bálor, terminando su reinado en 143 días. En NXT TakeOver: Brooklyn, Owens tuvo su revancha por el título en un Ladder match contra Bálor pero no pudo recuperar el título en lo que sería su último combate y aparición en NXT.
Mientras estuvo en el elenco principal como Campeón de NXT, Owens defendió con éxito el título contra Zack Ryder durante un desafío abierto el 4 de junio de 2015 en SmackDown, contra Neville el 8 de junio en Raw y contra Heath Slater el 12 de junio en Main Event.

#### Campeón Intercontinental (2015–2016)
Owens hizo su debut en el elenco principal sin previo aviso en el episodio del 18 de mayo de 2015 de Raw, respondiendo el desafío abierto por el Campeonato de los Estados Unidos de John Cena. Sin embargo, en lugar de competir en una lucha titular, Owens atacó a Cena y pisó el Campeonato de los Estados Unidos en una muestra de falta de respeto, estableciendo con esto una lucha sin el título en juego entre los dos el 31 de mayo en Elimination Chamber, el cual Owens ganó limpiamente por pinfall. Una revancha entre los dos tuvo lugar el 14 de junio en Money in the Bank, el cual ganó Cena, aunque después del combate, Owens le aplicó a Cena un powerbomb en la plataforma del ring. Más tarde, Owens desafió a Cena a una lucha por el Campeonato de los Estados Unidos, la cual tuvo lugar en Battleground, pero fue derrotado por rendición, terminando de esa manera el feudo. Después de la derrota ante Cena, Owens entró en un feudo con Cesaro, derrotándolo en dos ocasiones: en SummerSlam y en el episodio del 31 de agosto de Raw.
El 20 de septiembre en Night of Champions, Owens derrotó a Ryback para ganar su primer campeonato en el elenco principal, el Campeonato Intercontinental, convirtiéndose en el primer franco-canadiense en ostentar un campeonato en la WWE desde que Maryse ganó el Campeonato de Divas en 2010. El 3 de octubre, la primera defensa del título de Owens llegó en el show especial de WWE Network, Live from Madison Square Garden, en donde Owens derrotó a Chris Jericho. El 25 de octubre en Hell in a Cell, Owens defendió con éxito el campeonato ante Ryback en una lucha de revancha. Luego de eso, Owens compitió en un torneo por el Campeonato Mundial Peso Pesado de WWE vacante, en el que derrotó a Titus O'Neil y Neville, pero fue derrotado por Dean Ambrose durante las semifinales en Survivor Series. Debido a eso, Owens entró en un feudo con Ambrose, contra quien perdió el Campeonato Intercontinental el 13 de diciembre en TLC: Tables, Ladders & Chairs, terminando su reinado en 84 días. En el episodio del 14 de enero de 2016 de SmackDown, Owens desafió a Ambrose a una lucha por el título, pero el resultado terminó en doble cuenta fuera. El 24 de enero en Royal Rumble, Owens consiguió una revancha por el título en un Last Man Standing match, pero no tuvo éxito en recuperarlo, y más tarde esa misma noche, Owens participó en el Royal Rumble match por el Campeonato Mundial Peso Pesado de WWE de Roman Reigns con el número 18, en donde eliminó al debutante AJ Styles antes de ser eliminado por su rival de mucho tiempo Sami Zayn.
La noche siguiente en Raw, Owens entró en un feudo con Dolph Ziggler, consiguiendo ambos una victoria sobre el otro durante las siguientes semanas en Raw. En el episodio del 15 de febrero de Raw, Owens ganó el Campeonato Intercontinental por segunda vez en su carrera tras derrotar al excampeón Dean Ambrose, Stardust, Tyler Breeze y Ziggler en un Fatal 5-Way match. En Fastlane, Owens defendió con éxito el Campeonato Intercontinental contra Ziggler. El 12 de marzo, Owens derrotó a AJ Styles en un 30-Minutes Iron Man match en un evento en vivo desde Atlantic City, Nueva Jersey para retener el campeonato. En WrestleMania 32, Owens puso en juego el Campeonato Intercontinental en un Ladder match contra Dolph Ziggler, Stardust, Sami Zayn, The Miz, Sin Cara y Zack Ryder; Owens perdió el título cuando Ryder descolgó el título después de que Zayn lo sacara del combate. La noche siguiente en Raw, Owens se enfrentó a AJ Styles, Chris Jericho y Cesaro (quien hacía su regreso) en un Fatal 4-Way match para determinar al contendiente #1 por el Campeonato Mundial Peso Pesado de WWE de Roman Reigns; sin embargo, Owens fue derrotado cuando Styles cubrió a Jericho para llevarse la victoria. Tras eso, reanudó su feudo con su antiguo rival Sami Zayn después de atacarlo tras bastidores, lo que los llevó a una lucha en Payback, en donde Owens derrotó a Zayn. En Extreme Rules, Owens se enfrentó a Zayn, Cesaro y Miz en un Fatal 4-Way match por el Campeonato Intercontinental, pero no pudo recuperar el título ya que Miz fue el ganador. A pesar de no ganar el Campeonato Intercontinental, Owens se convirtió en el único luchador de la WWE, de The Undertaker, en aparecer en todos los eventos de pago por visión en su primer año en el elenco principal. La noche siguiente en Raw, Owens derrotó a AJ Styles para clasificar en el Money in the Bank Ladder match en Money in the Bank, pero Owens no logró ganar dicho combate.

#### Campeón Universal (2016–2017)
Debido al Draft y a la nueva separación de marcas, Owens fue mandado a la marca Raw, junto con su rival Sami Zayn. El 24 de julio en Battleground, Owens fue derrotado por Zayn. El 21 de agosto en SummerSlam, Owens hizo equipo con Chris Jericho para derrotar a Enzo Amore & Big Cass.

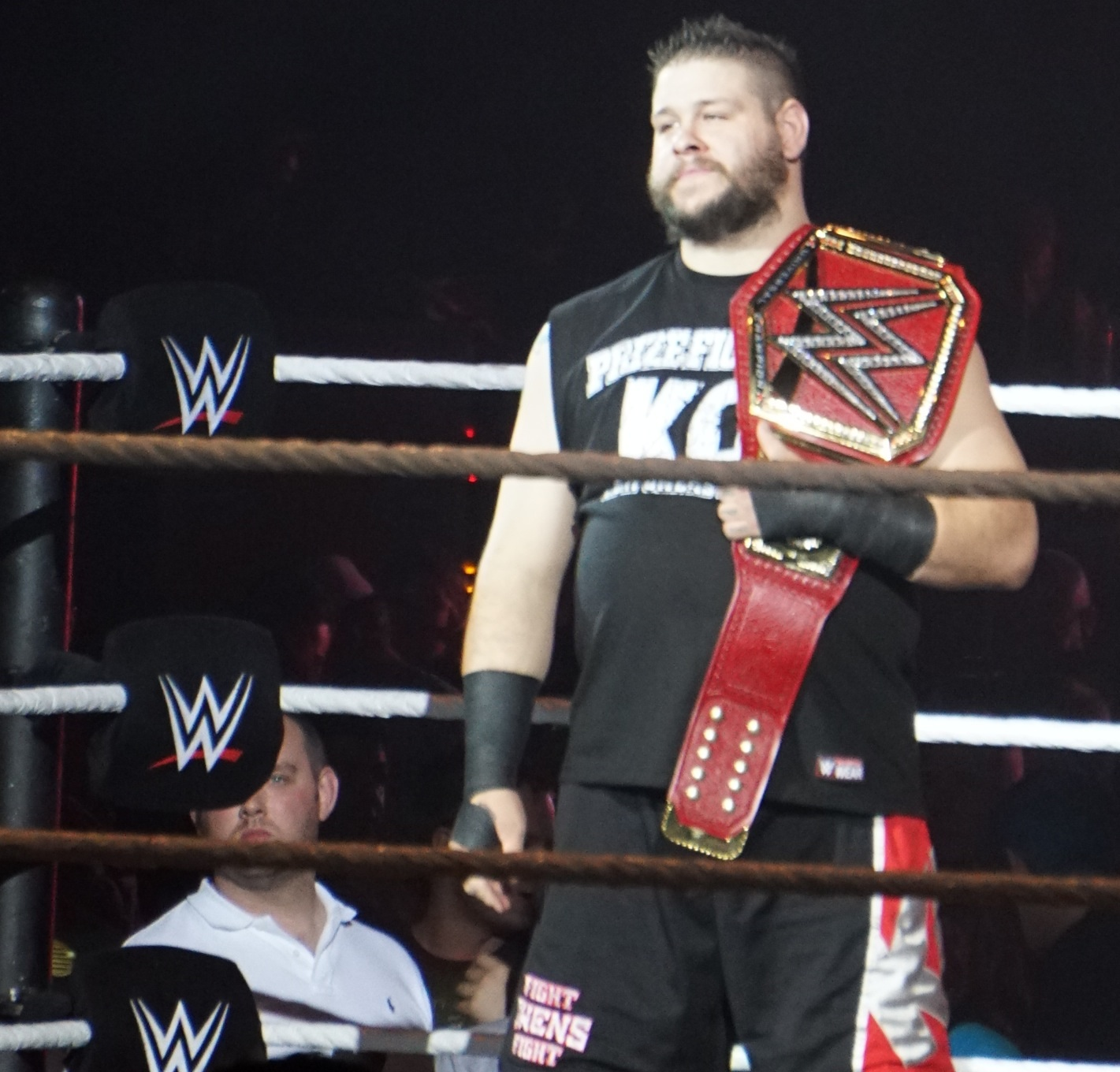
Owens como Campeón Universal de WWE en septiembre de 2016.

En el episodio del 22 de agosto de Raw, Owens derrotó a Neville para clasificar en un Fatal 4-Way Elimination match por el Campeonato Universal de WWE vacante la semana siguiente. En el episodio del 29 de agosto de Raw, Owens derrotó a Big Cass, Roman Reigns y Seth Rollins gracias a la interferencia de Triple H para ganar el Campeonato Universal de WWE, su primer título mundial en WWE, convirtiéndose además en el tercer hombre, después de Seth Rollins y Finn Bálor, en ganar el Campeonato de NXT y un campeonato mundial en el elenco principal. Entre septiembre y octubre, Owens defendió con éxito el título contra Rollins, primero en una lucha individual el 25 de septiembre en Clash of Champions, y luego el 30 de octubre en Hell in a Cell en un Hell in a Cell match, ambas gracias a la interferencia de Chris Jericho. Más tarde, Owens y Jericho fueron nombrados como capitanes del Team Raw para enfrentarse junto con Seth Rollins, Roman Reigns y Braun Strowman al Team SmackDown en un Traditional Survivor Series Elimination Men's match el 20 de noviembre en Survivor Series, con Owens siendo eliminado por descalificación después de utilizar "La Lista de Jericho" como arma para atacar a AJ Styles, lo que posteriormente causa tensión entre Jericho y Owens. Además, el Team Raw pasó a perder el combate.
Después de que Owens derrotara a Rollins en un No Disqualification match para retener el campeonato, una vez más tras la interferencia de Jericho, el campeón de los Estados Unidos Roman Reigns procedió a desafiar a Owens, quien afirmó que no necesitaba la ayuda de Jericho para derrotarlo, pero Owens sufrió su primera derrota por pinfall desde que se convirtió en campeón después de perder una lucha no titular contra Reigns esa misma noche, ganando Reigns de esta manera un combate por el Campeonato Universal de WWE contra Owens en Roadblock: End of the Line. En Roadblock: End of the Line, después de no poder ayudar a Jericho a derrotar a Rollins, Owens retuvo el campeonato ante Reigns por descalificación cuando Jericho lo atacó intencionalmente con un Codebreaker.
Lo ocurrido en Roadblock: End of the Line condujo a una lucha titular de revancha para Reigns en Royal Rumble bajo la estipulación de que se vería a Jericho (quien había cubrido a Reigns en un 2-on-1 Handicap match, que también incluyó a Owens, para ganar el Campeonato de los Estados Unidos el 9 de enero de 2017 en Raw) suspendido sobre el ring dentro de una jaula a prueba de tiburones. El 29 de enero en Royal Rumble, Owens derrotó a Reigns en un No Disqualification match después de que Braun Strowman interfiriera. La noche siguiente en Raw, Owens defendió el título contra Strowman (quien reveló que ayudó a Owens a retener el Campeonato Universal de la WWE por su aversión hacia Reigns y porque Owens le había prometido una oportunidad por el título) y retuvo el título una vez que Reigns atacó tanto a Strowman como a Owens. En el episodio del 6 de febrero de Raw, Owens fue desafiado por Goldberg a una lucha por el campeonato en Fastlane, lo que Jericho aceptó en nombre de Owens, para su consternación. En el episodio del 13 de febrero de Raw, Jericho organizó un "Festival de la Amistad" para Owens, quien no estaba impresionado con la idea de humor de Jericho y le presentó a Jericho una nueva lista como regalo, pero cuando Jericho se dio cuenta de que era "La Lista de KO "y que él era el primer nombre anotado, Owens traicionó a Jericho y lo atacó brutalmente. En Fastlane, Goldberg derrotó a Owens en 22 segundos con la ayuda de Jericho (quien consolidó su cambio a face al entrar al escenario, distrayendo a Owens), terminando así su reinado como campeón de 188 días.

#### Campeón de Estados Unidos y alianza con Sami Zayn (2017–2019)
La noche siguiente en Raw, Owens aceptó el desafío de Jericho para una lucha el 2 de abril en WrestleMania 33, siempre y cuando Jericho defendiera el Campeonato de los Estados Unidos, el cual Owens ganaría por primera vez en su carrera, habiendo ganando con esto todos los campeonatos de peso completo individuales del elenco principal, excepto por el Campeonato de WWE. En el episodio del 11 de abril de SmackDown, Owens fue traspasado a la marca SmackDown como parte del Superstar Shake-up. Owens, quien aún defendería su título ganado recientemente contra Jericho en Payback, con la estipulación de que si Jericho ganaba este sería transferido a SmackDown también, comenzó a referirse a sí mismo como la "Cara de América" (a pesar de ser descendiente franco-canadiense) y también comenzó a portar una apariencia diferente, habiéndose recortado la barba y el pelo, mientras vestía un traje (lo que comenzó a usar desde que se convirtió en Campeón Universal de WW en agosto de 2016) con mayor frecuencia en entrevistas y segmentos. El 30 de abril en Payback, Owens perdió el título ante Jericho, terminando así su reinado a los 28 días. Sin embargo, Owens reclamaría su revancha por el título en el episodio del 2 de mayo de SmackDown, ganando el campeonato por segunda vez en su carrera tras derrotar a Jericho, a quien atacó y lastimó gravemente después del combate. En Backlash, Owens derrotó a AJ Styles por cuenta fuera para retener el Campeonato de los Estados Unidos. Más tarde, Owens fue anunciado como uno de los participantes del Money in the Bank Ladder match en Money in the Bank junto con Styles, Sami Zayn, Shinsuke Nakamura, Dolph Ziggler y Baron Corbin, en el que Corbin salió victorioso.
En el siguiente episodio de SmackDown, Owens lanzó un desafío abierto por el Campeonato de los Estados Unidos, el cual fue respondido por Chad Gable, a quien Owens derrotó para conservar el título, mientras que Styles estuvo en la mesa de comentaristas durante el combate. El 7 de julio, durante un house show en el Madison Square Garden, Owens perdió el Campeonato de los Estados Unidos ante Styles, terminando su segundo reinado a los 66 días. En Battleground, Owens derrotó a Styles en una lucha de revancha para capturar el Campeonato de los Estados Unidos por tercera vez en su carrera, pero dos días más tarde en SmackDown lo perdió nuevamente ante Styles en un Triple Threat match en el que también compitió Chris Jericho, quien recibió la cuenta de tres durante el combate. La semana siguiente en SmackDown, Owens recibió una revancha titular, en donde Styles se llevó la victoria después de que el árbitro no viera el hombro de Owens zafándose de la cuenta de tres, debido a que accidentalmente Owens lo golpeó anteriormente en el combate. Después de la lucha, Owens exigió una revancha con un oficial competente. Luego de eso, el gerente general de SmackDown Daniel Bryan pactó una lucha entre Owens y Styles por el Campeonato de los Estados Unidos en SummerSlam, con el comisionado Shane McMahon como árbitro especial invitado. Durante ese tiempo, Owens abandonó el gimmick de la "Cara de América" y volvió a ser el personaje de Prizefighter, despojándose de los trajes, los segmentos orientados a América y de su búsqueda del Campeonato de los Estados Unidos. En SummerSlam, Owens fue derrotado por Styles, en un combate donde ambos luchadores discutieron con Shane sobre sus decisiones. En el episodio del 22 de agosto de SmackDown, Owens exigió otra revancha y Shane se la otorgó, con Baron Corbin como árbitro especial invitado, pero una vez más fracasó, después de que Corbin abandonara el combate y Shane se hiciera cargo, distrayendo a Owens lo suficiente para que Styles capitalizara y ganara la lucha. Esto también significaba que mientras Styles mantuviera el título, Owens no podría desafiarlo a una lucha titular otra vez, terminando su feudo con Styles.

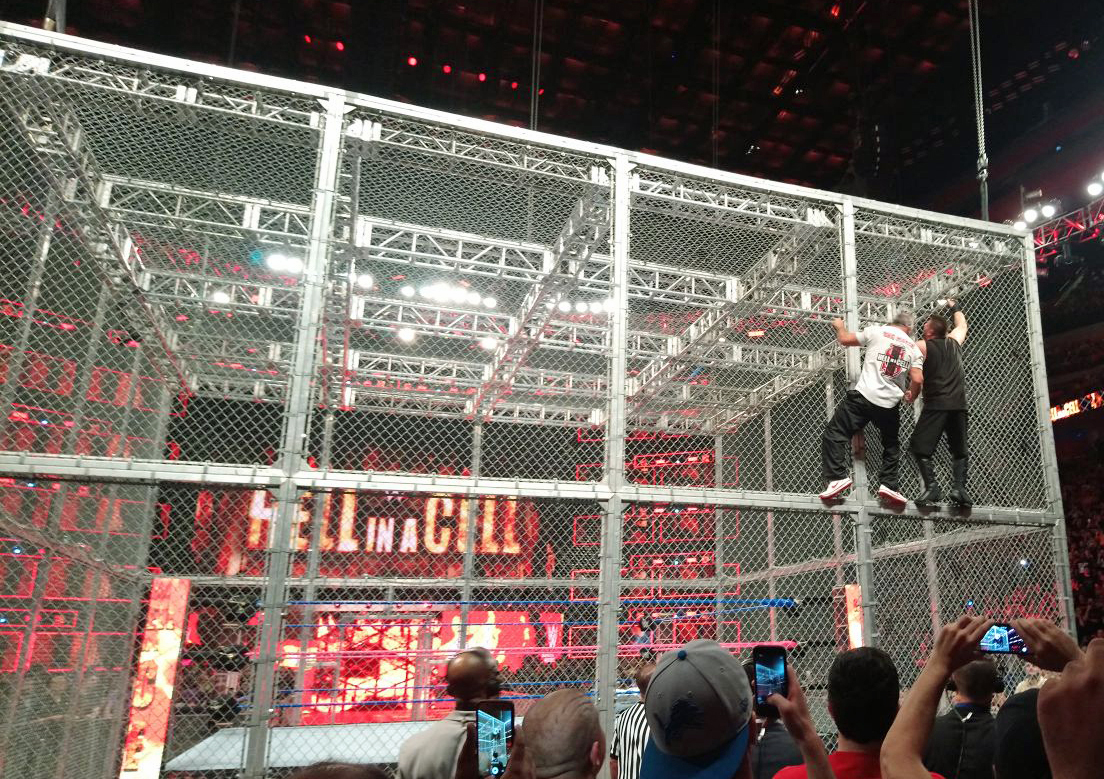
Owens enfrentándose a Shane McMahon en un Hell in a Cell match en Hell in a Cell en octubre de 2017.

En el episodio del 5 de septiembre de SmackDown, Owens exigió otra oportunidad por el Campeonato de los Estados Unidos; cuando Shane se negó, Owens insultó a los hijos de Shane, lo que provocó que este atacara a Owens. Como resultado, Shane fue suspendido y Bryan anunció que Mr. McMahon estaría en SmackDown la semana siguiente. En el episodio del 12 de septiembre de SmackDown, McMahon anunció que Owens se enfrentaría a su hijo en un Hell in a Cell match en Hell in a Cell. Owens estrechó su mano con la de McMahon, aprovechando la oportunidad para golpearlo, y luego lo agredió repetidamente, antes de que Adam Pearce le ordenara que se alejara del ring. En el episodio del 26 de septiembre de SmackDown, Owens renovó la tensión con su rival Sami Zayn y procedió a derrotarlo por decisión arbitraria, atacándolo después de la lucha, hasta que huyó de Shane que llegaba al rescate. En Hell in a Cell, Owens derrotó a Shane después de que Zayn interfiriera y alejara a Owens de la mesa de comentaristas cuando Shane intentaba aplicar un Leap of Faith desde el techo de la celda. En el siguiente episodio de SmackDown, Zayn se refirió a Owens como su "hermano", después de revelar por qué ayudó a Owens en lugar de permitir que Shane ganara. En el episodio del 17 de octubre de SmackDown, Owens & Zayn derrotaron a Shinsuke Nakamura & Randy Orton en un combate por equipos después de que Zayn le diera un golpe bajo a Orton. En las semanas previas a Survivor Series, ni Owens ni Zayn ganaron un lugar en el Team SmackDown (debido a sus derrotas ante Nakamura y Orton respectivamente), y en el episodio del 7 de noviembre de SmackDown, iniciaron un feudo con The New Day. Owens estaba en ringside cuando Zayn se enfrentaba a Kofi Kingston, pero no pudo ayudar a Zayn a ganar, lo que provocó que después de la lucha atacara a Kingston. En el episodio del 14 de noviembre de SmackDown, Owens & Zayn se enfrentaron a Xavier Woods & Big E, pero el combate fue interrumpido por The Shield, como parte de la invasión de SmackDown por parte de Raw. Owens y Zayn salieron del ring y escaparon, permitiendo que The Shield atacara The New Day.
En el kick-off de Survivor Series, Owens & Zayn derrotaron a Breezango (Tyler Breeze & Fandango). Más tarde esa noche, atacaron a Shane McMahon durante el evento principal, pero resultó contraproducente después de que McMahon atacara a ambos con una silla de acero y Orton le aplicara un RKO a Owens. En la edición del 21 de noviembre de SmackDown, Shane estuvo a punto de despedir a Owens y Zayn, pero Daniel Bryan lo interrumpió y en su lugar los puso en un Tag Team Lumberjack match contra The New Day en el que Owens y Zayn salieron victoriosos, pero The New Day atacó a Zayn después del combate, mientras que Owens escapó. La semana siguiente, Owens derrotó a Orton en un No Disqualification match gracias a una interferencia de Zayn, a pesar de que este fue expulsado de ringside antes del combate. En Clash of Champions, Owens & Zayn derrotaron a Orton & Nakamura en una lucha por equipos con la estipulación de que si eran derrotados serían despedidos de la WWE, teniendo a McMahon y Bryan como árbitros especiales invitados, luego de que Bryan les diera un conteo rápido.
Más tarde, durante dos semanas seguidas en SmackDown, Owens y Zayn obtuvieron victorias individuales en luchas no titulares contra el antiguo rival de Owens y campeón de WWE AJ Styles, lo que les permitió conseguir una lucha tipo 2-on-1 Handicap match por el Campeonato de WWE contra Styles en Royal Rumble. En el evento, Styles derrotó a Owens & Zayn para retener el título. Dos noches después en SmackDown, Styles & el ganador del Royal Rumble match Shinsuke Nakamura vencerían a Owens & Zayn luego de que este último se retirara del combate. Owens se enfrentó a Zayn en la edición del 6 de febrero de SmackDown para determinar quién enfrentaría a Styles por el Campeonato de WWE en Fastlane. El combate terminó en doble descalificación después de que Styles, quien estaba en la mesa de comentaristas, atacara a Owens y Zayn. Esto llevó al gerente general de SmackDown Daniel Bryan a programar un Triple Threat match por el título en Fastlane. La semana siguiente, Owens y Zayn atacaron a Baron Corbin y Dolph Ziggler antes de su combate, lo que provocó que Shane programara a Corbin para enfrentar a Owens y a Ziggler para enfrentar a Zayn, con las estipulaciones de que si Corbin y Ziggler ganaban los combates serían añadidos a la lucha por el Campeonato de WWE en Fastlane. Más tarde esa misma noche, Corbin derrotó a Owens y Ziggler derrotó a Zayn para ser añadidos al combate por el título en Fastlane. En el episodio del 27 de febrero de SmackDown, el combate se convirtió en un Six-pack Challenge después de que John Cena derrotara a Styles para ser agregado al combate. En Fastlane, AJ Styles salió victorioso en el Six-pack Challenge. En el episodio del 20 de marzo de SmackDown, Kevin Owens y Sami Zayn fueron despedidos (kayfabe) por Daniel Bryan como castigo por un ataque contra Shane McMahon realizado por ellos la semana anterior. Owens y Zayn procedieron a atacar a Bryan después del anuncio. En WrestleMania 34, Daniel Bryan & Shane McMahon salieron victoriosos en una lucha contra Kevin Owens & Sami Zayn; si Owens y Zayn ganaban, habrían sido recontratados en SmackDown.
La noche después de WrestleMania, Owens, ahora un agente libre, apareció en Raw junto con Sami Zayn y le pidió al gerente general de Raw, Kurt Angle, un trabajo. A pesar de que era reacio, Angle pactó una lucha entre Owens y Zayn, donde el que ganara recibiría un contrato con Raw, pero dicho combate terminó sin resultado y Owens y Zayn permanecieron como agentes libres. Esta decisión se anuló la semana siguiente, ya que a ambos hombres se les otorgaría contratos con Raw por la comisionada de la marca, Stephanie McMahon. Más tarde esa misma noche, Owens hizo equipo con Zayn, The Miz, Curtis Axel & Bo Dallas para enfrentarse a Finn Bálor, Seth Rollins, Braun Strowman, Bobby Lashley & Bobby Roode en un 10-man Tag Team match, pero fueron derrotados. El 6 de mayo en Backlash, Owens & Zayn fueron derrotados por Braun Strowman & Bobby Lashley. La noche siguiente en Raw, perdió una lucha clasificatoria para el Money in the Bank Ladder match ante Braun Strowman. En el episodio del 14 de mayo de Raw, Owens no pudo capturar el Campeonato Intercontinental de Seth Rollins en una lucha titular. Más tarde esa misma noche, ganó un combate clasificatorio para el Money in the Bank Ladder match al derrotar a Bobby Lashley y Elias en un Triple Threat match después de reemplazar a un lesionado Jinder Mahal. En Money in the Bank, Owens no logró ganar el contrato de Money in the Bank, ya que el ganador fue Braun Strowman.
En semanas posteriores, Owens intentó desarrollar una alianza con Strowman para reemplazar a un lesionado Sami Zayn, pero Strowman rechazó su oferta y destruyó el automóvil de Owens. En Extreme Rules, Owens ganó un Steel Cage match contra Strowman después de que Strowman arrojara a Owens desde la parte superior de la jaula hacia una de las mesas de comentaristas, lo que significó que los pies de Owens tocaron el suelo primero y eso lo convirtió en ganador, según las reglas del combate. En el episodio del 23 de julio de Raw, la comisionada Stephanie McMahon le otorgó a Owens la oportunidad de enfrentar a Strowman en SummerSlam bajo la estipulación de que si Owens ganaba de cualquier manera, recibiría el contrato de Money in the Bank de Strowman. En el evento, Owens fue derrotado por Strowman. En el episodio del 27 de agosto de Raw, después de no poder ganar el Campeonato Intercontinental de Seth Rollins, Owens se sentó en medio del ring y dijo las palabras "I Quit" ("yo renuncio"). En el episodio del 3 de septiembre de Raw, Owens regresó para atacar a Bobby Lashley, cuando Lashley estaba en una clase de meditación con Jinder Mahal. La semana siguiente en Raw, atacó a Tyler Breeze antes de su lucha y explicó que efectivamente había renunciado hace dos semanas, pero el gerente general interino Baron Corbin lo convenció de que regresara y le prometió que no habría ninguna repercusión en nada de lo que él haga. En el evento en vivo Super Show-Down, Owens se unió a Elias para enfrentar a Lashley & John Cena (quien hacía su regreso por una noche), pero fueron derrotados. La noche siguiente en Raw, Owens fue derrotado por Lashley. Después de la lucha, Lashley atacó a Owens. Luego de eso, la WWE anunció que Owens había sufrido lesiones en ambas rodillas, y la causa de la lesión en el storyline se realizó en Raw ya que Owens necesitaba un tiempo libre legítimo para recuperarse de una cirugía de rodillas.
En el episodio del 17 de diciembre de Raw, se mostró un video promocional acerca del regreso de Owens a los cuadriláteros, al igual que su amigo Sami Zayn.
En enero de 2019, Owens escribió en Twitter sobre su recuperación, y se informó que Owens había regresado al WWE Performance Center para comenzar a trabajar para una reaparición. En el episodio del 11 de febrero de Raw, Owens anunció que había recibido la autorización médica para competir dentro de un mes, pero la familia McMahon aún no había decidido si volvería a unirse a Raw o sería traspasado a SmackDown.
Owens fue promocionado con varias viñetas sobre su regreso. Parecían enmarcarlo como un babyface (chico bueno). En el episodio del 26 de febrero de 2019 de SmackDown, Owens hizo su regreso, reemplazando a Kofi Kingston en la lucha por el Campeonato de WWE en Fastlane contra Daniel Bryan, según las órdenes de Vince McMahon. Más tarde esa misma noche, Owens afirmó que Kingston merecía una oportunidad por el título y le pidió a Stephanie McMahon y Shane McMahon que lo unieran a Kingston para enfrentar a Bryan & Rowan en una lucha por equipos, donde Owens & Kingston salieron victoriosos. En Fastlane, Mustafa Ali fue añadido al combate, por lo que se convirtió en un Triple Threat match por el campeonato, en el que Owens no pudo ganar el título luego de que Bryan cubriera a Ali.
En el episodio del 16 de abril de SmackDown, Kingston y Xavier Woods aparecieron como invitados en "The KO Show". Durante el segmento, Owens felicitó a Kingston por haber ganado el Campeonato de WWE y quiso unirse a The New Day como miembro honorario ya que Big E se encontraba recuperándose de una lesión. Kingston y Woods aceptaron a Owens en el equipo, a quien apodaron "Big O" en honor a Big E, y los tres ganaron un Six-man Tag Team match contra Rusev, Shinsuke Nakamura y Cesaro más tarde esa noche. En el episodio del 23 de abril de SmackDown, después de que Rusev atacó a Kingston durante una lucha individual contra Nakamura, se desató una pelea que también involucró a Woods y Owens. Mientras los demás estaban alejados del ring, Owens traicionó a Kingston y lo atacó al igual que a Woods, proclamando que quería el Campeonato de WWE, cambiando nuevamente a heel. La semana siguiente en SmackDown, Kingston desafió a Owens a una lucha por el título en Money in the Bank, lo cual Owens aceptó. Sin embargo, Owens no logró ganar el título en el evento. En el episodio del 28 de mayo de SmackDown, Owens fue derrotado nuevamente por Kingston en una lucha no titular. En Stomping Grounds, Owens hizo equipo con Sami Zayn para derrotar a Big E & Woods en una lucha por equipos.

#### Varias rivalidades (2019–2022)
En la edición del 2 de julio de SmackDown, Owens cuestionó las decisiones de Shane McMahon y sus tácticas poco hábiles, antes de que Dolph Ziggler lo interrumpiera, lo que llevó a McMahon a colocarlos en una lucha contra Heavy Machinery (Otis & Tucker) para determinar a los contendientes número uno (además de Woods y Big E) a los Campeonatos en Parejas de SmackDown en Extreme Rules, pero fueron derrotados después de una falta de comunicación entre Owens y Ziggler. La semana siguiente en SmackDown, Owens manifestó su disgusto por el dominio constante de McMahon en la televisión antes de huir cuando McMahon pedía la presencia de los oficiales de seguridad. Más tarde esa noche, Owens cambió nuevamente a face al interferir en la lucha de Dolph Ziggler contra Roman Reigns y atacar a McMahon con un Stunner. En Extreme Rules, Owens derrotó a Ziggler en 17 segundos. Posteriormente, se programó una lucha entre Owens y Shane McMahon para SummerSlam, donde si Owens perdía se vería obligado a abandonar la WWE. En el evento, a pesar de que Shane tuvo ventaja al tener al árbitro especial invitado Elias de su lado, Owens salió victorioso al cubrir a Shane después de aplicarle un Low Blow y un Stunner, por lo que conservó su puesto en la compañía. En el episodio del 20 de agosto de SmackDown, Owens participó en el torneo King of the Ring, pero fue derrotado por Elias durante la primera ronda debido a la intervención de Shane, quien se convirtió en el árbitro especial invitado y le dio la victoria a Elias. En el episodio del 10 de septiembre de SmackDown, Shane despidió a Owens (kayfabe) después de que McMahon perdió ante Chad Gable en las semifinales de King of the Ring, donde Owens fue el árbitro especial invitado. La semana siguiente, Owens asistió a SmackDown como miembro de la audiencia, pero también presentó una demanda de terminación injusta contra McMahon (kayfabe). En el episodio del 24 de septiembre de SmackDown, Shane confrontó a Owens una vez más con dos opciones: arrastrar el juicio durante años y hacerlo gastar millones en honorarios legales, u olvidarse de este juicio y sacarlo de su cargo de $100,000 de multa infligida en él. Posteriormente, Shane le ofreció un apretón de manos para la segunda opción, pero Owens se negó y le ofreció una última opción: un Ladder match. Si McMahon ganaba, Owens definitivamente dejaría la compañía. De lo contrario, Shane McMahon abandonaría la compañía. El combate tuvo lugar el 4 de octubre en el primer episodio de SmackDown en Fox, donde Owens volvió a derrotar a McMahon, por lo que este último fue despedido antes de recibir un Stunner por parte de Owens.
El 11 de octubre, debido al Draft, Owens fue traspasado a la marca Raw. El 11 de noviembre en Raw, Owens fue anunciado como uno de los integrantes del Team Raw para enfrentar al Team SmackDown y al Team NXT en un Traditional Survivor Series Elimination Men's match en Survivor Series. El 23 de noviembre en NXT TakeOver: WarGames, Owens apareció por única vez donde se reveló como el cuarto compañero misterioso de Tommaso Ciampa para su lucha de WarGames contra The Undisputed Era donde el Equipo Ciampa finalmente salió victorioso. En Survivor Series, Owens fue el primer eliminado del Team Raw por Ciampa. Finalmente, el Team Raw perdió el combate. La noche siguiente en Raw, Owens confrontó a Rollins, quien culpó a las superestrellas de su equipo por ser la causa de su derrota la noche anterior en Survivor Series. Después de haber sido insultado por Rollins, Owens le aplicó un Stunner. Más tarde esa misma noche, Owens derrotó a Rollins por descalificación, debido a un ataque por parte de AOP.
Luego de esto Owens tuvo un feudo con Rollins, el 2 de marzo de 2020 en Raw Owens intervino en contra de Rollins y Murphy e hizo que perdieran el Campeonato de Parejas de RAW. Luego Rollins retó a Owens a una lucha en WrestleMania 36, ya en WrestleMania 36 en el primer día de actividades, luego de que previamente Rollins se hiciera descalificar y Owens pidió reiniciar la lucha ahora como lucha sin descalificación, finalmente lo derrotó, finalizando el feudo.
Luego de que todo el mes de abril estuviera ausente, regreso el 18 de mayo, entrevistando en su segmento de KO Show a la facción de Zelina Vega, Andrade, Angel Garza y Austin Theory, además de Apollo Crews, esa misma noche derrotaron a Angel Garza y Andrade, el 1 de junio fue elegido por Apollo Crews a competir por el Campeonato de los Estados Unidos, donde la lucha terminó en descalificación por intervención de Angel Garza y Andrade, esa misma noche junto con Apollo Crews volvieron a derrotar a Andrade y Angel Garza.
Empezó un feudo contra Aleister Black, derrotándolo primero por una distracción de falla de luces, después lo derrotó por descalificación y en el Raw Draft, lo derrotó en un No Disqualafication Match, terminando así el feudo, más tarde esa misma noche, se anunció que fue traspasado a la marca SmackDown!. Empezó un feudo contra Roman Reigns por el Campeonato Universal de la WWE. En T.L.C: Tables, Ladders & Chairs, se enfrentó a Roman Reigns en un Tables, Ladders & Chairs Match por el Campeonato Universal de la WWE, sin embargo perdió y durante el combate Jey Uso interfirió a favor de Reigns. En el SmackDown! emitido el 25 de diciembre, se enfrentó a Roman Reigns en un Steel Cage Match por el Campeonato Universal de la WWE, sin embargo perdió y nuevamente Jey Uso interfirió a favor de Reigns.
En Royal Rumble, se enfrentó a Roman Reigns en un Last Man Standing Match por el Campeonato Universal de la WWE, sin embargo perdió, terminando así el feudo. En Elimination Chamber, se enfrentó a Cesaro, Daniel Bryan, Jey Uso, King Corbin y a Sami Zayn en una Elimination Chamber Match por una oportunidad al Campeonato Universal de la WWE de Roman Reigns para esa misma noche, entrando de #5, eliminando a Zayn, sin embargo fue eliminado por Jey Uso. En el SmackDown! del 19 de marzo, estuvo en la mesa de comentaristas, para ver el combate entre King Corbin contra Sami Zayn, porque supuestamente Zayn le dijo que había una conspiración, terminado el combate con Corbin derrotando a Zayn, no vio ninguna conspiración en contra de Zayn, a lo cual Zayn lo atacó con una "Helluva Kick". En WrestleMania 37, Owens derrotó a Zayn y atacó a Logan Paul con un Stunner después del combate. Tras su derrota en Hell in a Cell, anunció que se tomaba un tiempo de descanso. Después de una breve pausa, Owens regresó en el episodio del 2 de julio de SmackDown, derrotando a Zayn en un Last Man Standing Match para calificar para el Money in the Bank Ladder Match en Money in the Bank. En el evento, no pudo ganar el combate, ya que Big E descolgó el maletín.
Como parte del Draft 2021, Owens fue reclutado para la marca Raw. Owens luego entraría en una historia con el Campeón de la WWE Big E y Seth Rollins que comenzó en el episodio del 1 de noviembre de Raw después de que Big E atacara a Owens después de un combate. La semana siguiente en Raw, Owens le regresaría el favor a Big E después de su combate contra Rollins, convirtiéndose así en heel por primera vez desde 2019. En el episodio del 29 de noviembre de Raw, Owens derrotó a Big E por descalificación y así ganando una oportunidad por el Campeonato de la WWE en Day 1. El 24 de diciembre, renovaría su contrato con WWE, poniendo fin a los rumores que lo colocaban en la empresa rival, All Elite Wrestling.
En Day 1, Owens se enfrentó a Big E, Rollins, Bobby Lashley y Brock Lesnar, ganando este último el combate y el título. Durante las siguientes semanas, Owens comenzó una alianza con Rollins. En un episodio de SmackDown, ambos se enfrentaron a los Campeones en Parejas de SmackDown The Usos en un combate no titular, donde si el dúo perdía, Rollins sería excluido del combate por el Campeonato Universal de la WWE en Royal Rumble; en caso contrario si ganaban, The Usos no podrán acompañar a Roman Reigns para su defensa titular. De todos modos, derrotaron a The Usos vía descalificación luego de que Reigns interfiriera y atacara a Rollins. Participó en el Royal Rumble Match al entrar en el #22, eliminando a Kofi Kingston aunque después fue eliminado por Shane McMahon. En el episodio del 21 de febrero de Raw, Owens y Rollins confrontaron a RK-Bro (Randy Orton & Riddle), con la condición de que si ganaban, serán añadidos automáticamente a la lucha por el Campeonato en Parejas de Raw de Alpha Academy (Chad Gable & Otis, lo cual ocurrió. Sin embargo, Orton y Riddle ganaron los campeonatos en el episodio del 7 de marzo de Raw. En el mismo episodio, Owens desafió a "Stone Cold" Steve Austin a un combate al grado de arremeter contra Texas (estado natal de Austin) tanto en los shows semanales como en su cuenta de Twitter. Owens lo invitó a su segmento de entrevistas "The K.O. Show" para WrestleMania 38; un día después, Austin aceptó y se anunció que el segmento ocurriría la primera noche del evento. Sin embargo en el evento principal de la noche 1, fue derrotado en un No Holds Barred match, en lo que fue el primer combate de Austin en 19 años. Tras el combate, Owens fue escoltado fuera del estadio por agentes de policía de Dallas. En el siguiente episodio de Raw, admitió que cometió un error al desafiar a Austin a un combate antes de ser interrumpido por Ezekiel, quien el propio Owens afirmaba que se trataba realmente de Elias.

#### Regreso del Prizefighter (2022–presente)
En el episodio del 8 de agosto de Raw, hizo su regreso y destruyó a Ezekiel con su clásico Pop-Up Powerbomb, un movimiento que no había usado en varios años, siendo Ezekiel llevado en camilla. Más adelante, Owens habló sobre la sequía de campeonatos suya y advirtió que era tiempo de ser nuevamente el "Prize Fighter", tal como en su etapa en NXT y primeros años en el roster principal. En el episodio del 22 de agosto de Raw , Owens entró al ring con su vieja camiseta sin mangas de TitanTrón y cinta adhesiva 'KO' antes de responder a un desafío abierto de The Alpha Academy. Después de derrotar a Chad Gable en un partido individual, Owens hizo doble equipo con Gable y Otis, pero rechazó el ataque y se volvió face en el proceso. La semana siguiente, Owens inició una nueva rivalidad con Sami Zayn, solo que este teniendo de lado a The Bloodline. El 19 de septiembre en Raw Owens recibiría ayuda de Johnny Gargano durante su combate con Austin Theory, lo que llevó a una discusión entre bastidores con Alpha Academy donde Owens y Gargano aceptarían un desafío de Gable para un combate por equipos la semana siguiente. En las próximas semanas, Owens y Gargano, quienes se habían autonombrado "Panda Express" durante su tiempo en el circuito independiente a pesar de no formar equipo, derrotarían a Alpha Acedemy. En Survivor Series WarGames el 26 de noviembre, Owens junto con The Brawling Brutes (Sheamus, Ridge Holland y Butch) y Drew McIntyre perdieron ante The Bloodline (Roman Reigns, Sami Zayn, Solo Sikoa & The Usos) en un WarGames match.
En el episodio del 30 de diciembre de SmackDown, Owens formó equipo con John Cena (quien hacía su retorno después de un año) para enfrentarse a Reigns y Zayn en un combate por equipos, llevándose la victoria después de que el mismo Owens hiciera el pin sobre Zayn.
En el episodio del 9 de enero de 2023 de Raw, luego de ser confrontado por John "Bradshaw" Layfield, derrotó a Baron Corbin. Owens siguió la su rivalidad con Roman Reigns en torno al Campeonato Universal Indiscutible de la WWE, se anunció un combate titular para Royal Rumble, que se hizo oficial. En el evento, Owens fracasó en su intento de destronar el ya largo reinado de Reigns luego de que recibiera un Spear. Después de ese combate, sería atacado por The Usos hasta que Sami Zayn lo defendió, traicionando este último a The Bloodline al atacar a Reigns con una silla. Después del evento principal de Elimination Chamber, Owens salvó a Zayn de una paliza de Reigns y Jimmy Uso. En el siguiente episodio de Raw, Zayn le ofreció una rama de olivo convenciéndolo de unirse para derrotar a The Bloodline, pero Owens simplemente se negaría. En el episodio del 17 de marzo de 2023 de SmackDown, Cody Rhodes animó a ambos a discutirlo para que puedan volver a formar equipo, pero Owens nuevamente se negó a formar equipo con Zayn. Más tarde esa noche, Zayn se enfrentó a Jey Uso y fue golpeado por The Usos. Ahí es cuando Owens salió para salvar a Zayn y posteriormente darle una abrazo.
En el main event de la primera noche de WrestleMania 39, Owens y Zayn lograron arrebatarle el Campeonato Indiscutible en Parejas de la WWE a The Usos, convirtiéndose así en un Grand Slam Championship, rompiendo además una sequía de seis años sin ganar un solo título. El combate fue calificado con cinco estrellas por el periodista Dave Meltzer, lo que lo convierte en el primer combate de cinco estrellas en la carrera de Owens.

## Otros medios
En 2012, Ring of Honor (ROH) lanzó un set de dos discos titulado Kevin Steen: Ascension to the Top, centrándose en sus primeros dos años con la promoción, y Kevin Steen: Decent into Madness, cubriendo su carrera en solitario de 2009-2010. En 2013, ROH lanzó un DVD titulado Kevin Steen: Hell Rising, que incluía tanto sus mejores combates en la promoción como una entrevista de rodaje, en la que Steen entró en detalles sobre su relación con Jim Cornette y su reserva de ROH. El DVD fue extraído de la tienda en línea de ROH poco después de su lanzamiento. Se volvió a poner a disposición durante la temporada navideña de 2013. Después de su partida, ROH lanzó otro set de tres discos titulado Thanks Steen Thanks, que incluía los combates desde el final de su reinado como campeón hasta su último combate con la compañía.
Steen (como Kevin Owens) hizo su debut en los videojuegos como personaje jugable en WWE 2K16, y desde entonces ha aparecido en videojuegos como WWE 2K17, WWE 2K18, WWE 2K19, WWE 2K20, WWE 2K22 WWE 2K23. WWE 2K24 y WWE 2K25

## Vida personal
Steen y su esposa Karina tienen un hijo llamado Owen (llamado así por Owen Hart , Steen además de dedicarle el nombre de su hijo, le dedicó su nombre de ring en la WWE) y una hija llamada Élodie Leila. En mayo de 2008, al final del evento DDT4 Night One, el hijo de seis meses de Steen apareció en un segmento con Excalibur, en el cual Excalibur lo llamó "feo" e instó a Steen a aplicarle tres package piledriver consecutivos antes de colocar a su hijo encima de Excalibur para el conteo de tres.
Steen también es el mejor amigo de su compatriota y también luchador profesional El Generico, conocido en WWE como Sami Zayn. Su amistad ha sido bien documentada y se remonta a 2002.
Steen cuenta con dos reinados como Campeón Intercontinental de la WWE sumando 132 días al igual que Owen Hart.

## Campeonatos y logros
- Combat Zone Wrestling/CZW

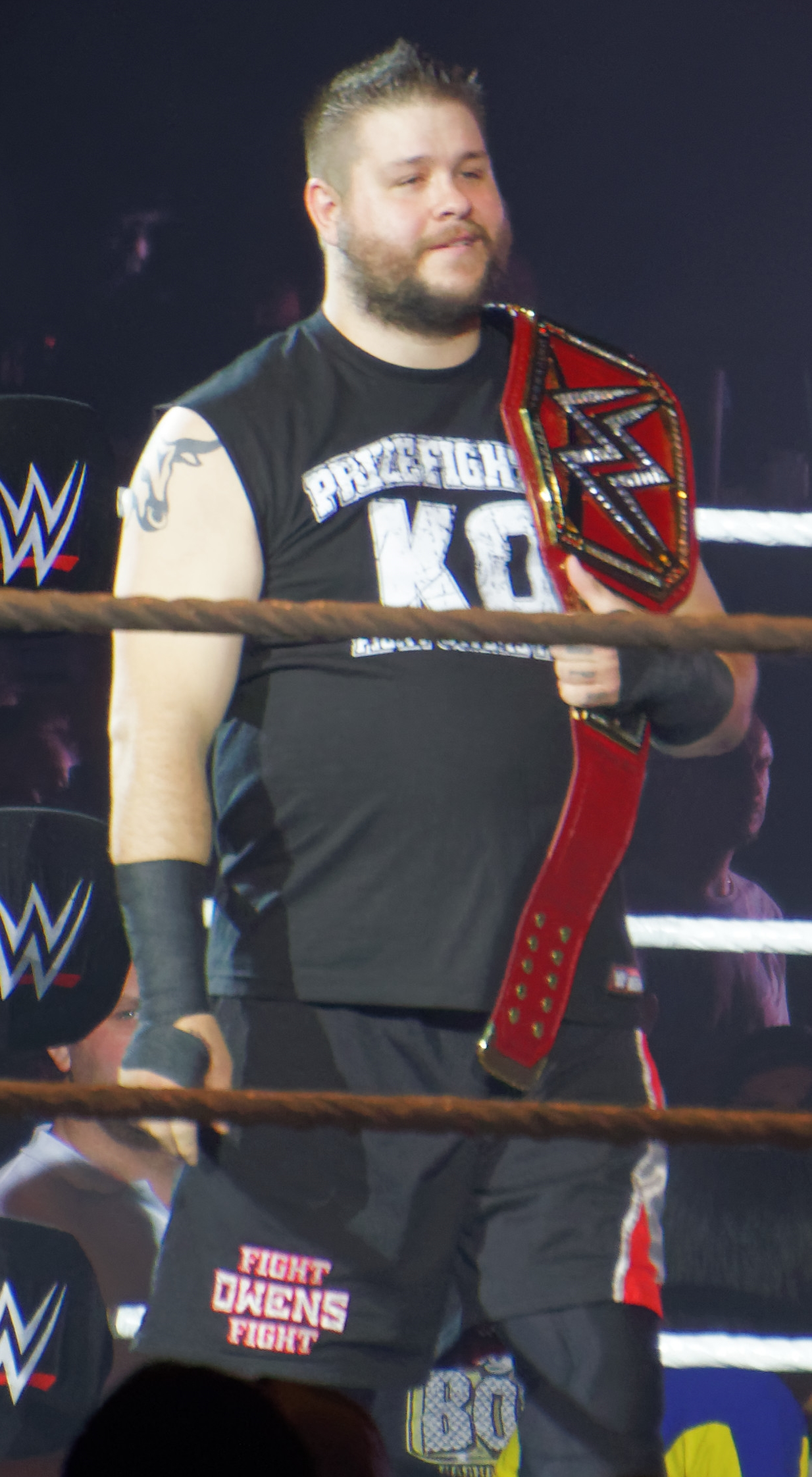
Steen como Campeón Universal de la WWE.

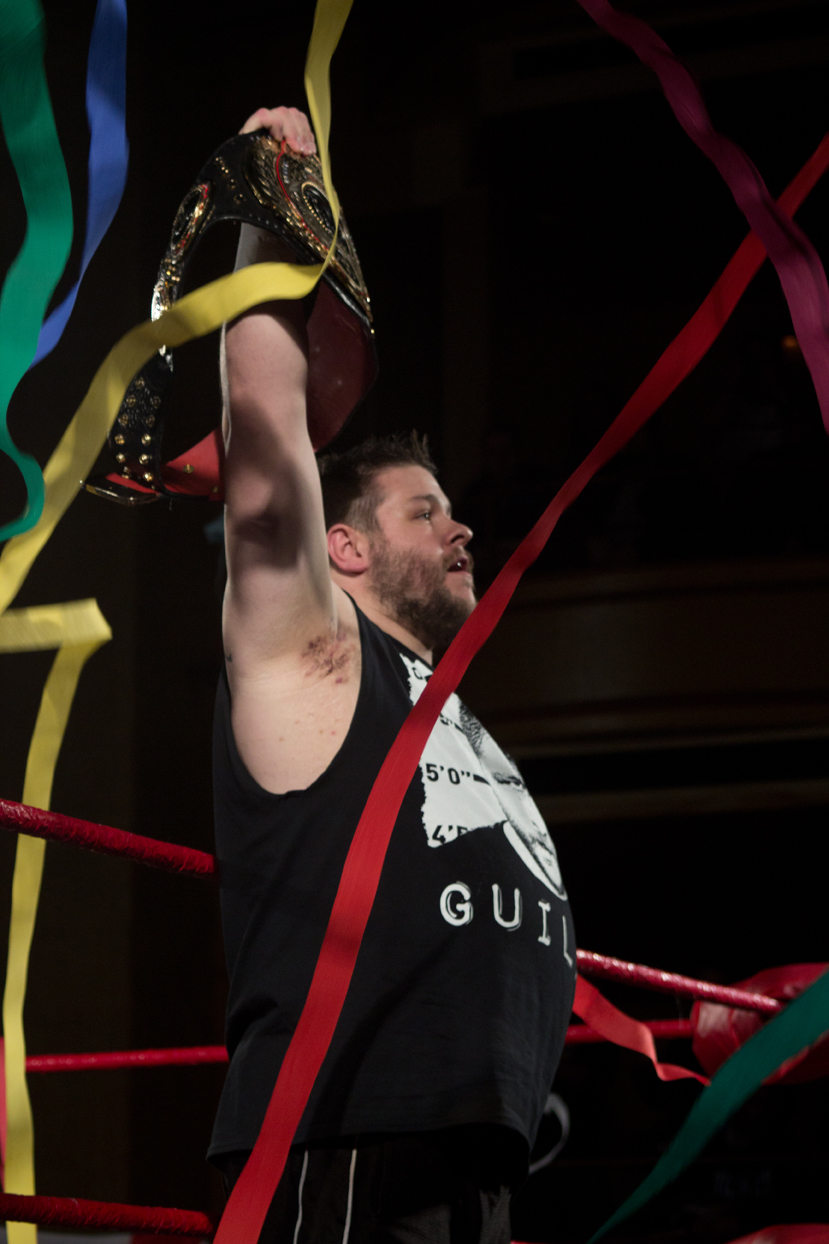
Steen como Campeón Mundial de ROH.

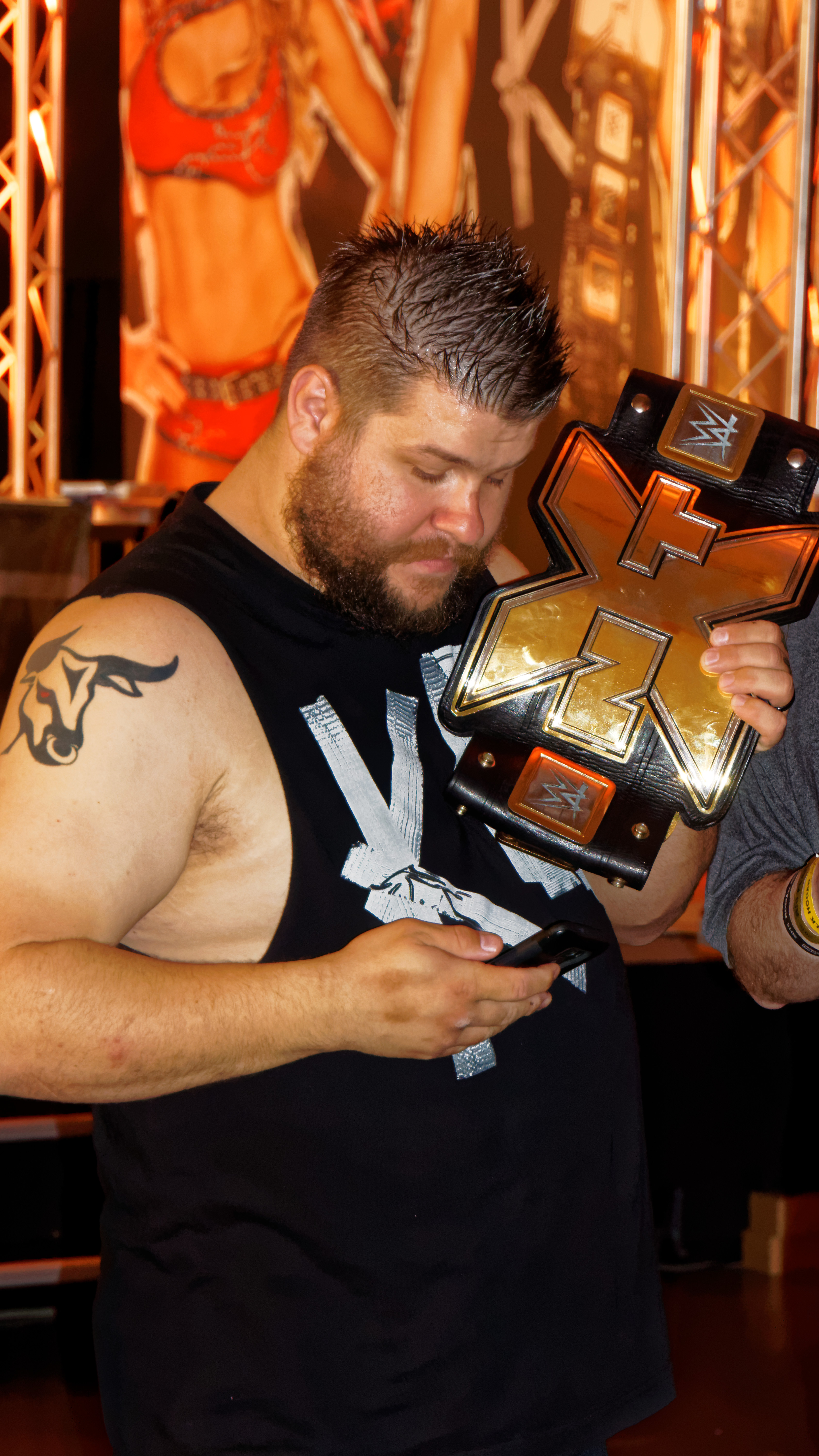
Steen como Campeón de NXT.

  - CZW Iron Man Championship (1 vez)

- Pro Wrestling Guerrilla/PWG
  - PWG World Championship (3 veces – récord)[43][87][8]
  - PWG World Tag Team Championship (3 veces) – con El Generico (2) y Super Dragon (1)

- Ring of Honor/ROH
  - ROH World Championship (1 vez)
  - ROH World Tag Team Championship (1 vez) – con El Generico (1)

- World Wrestling Entertainment/WWE 
  - WWE Universal Championship (1 vez)
  - NXT Championship (1 vez)[11]
  - WWE Intercontinental Championship (2 veces)[12]
  - WWE United States Championship (3 veces)[13]
  - Undisputed WWE Tag Team Championship (1 vez, primero) – con Sami Zayn
  - Triple Crown Championship (Trigésimo quinto)
  - Grand Slam Championship (Vigésimo tercero)

- Pro Wrestling Illustrated
  - Situado en el Nº342 en los PWI 500 de 2006[251]
  - Situado en el Nº180 en los PWI 500 de 2007[252]
  - Situado en el Nº129 en los PWI 500 de 2008[253]
  - Situado en el Nº112 en los PWI 500 de 2009[254]
  - Situado en el Nº54 en los PWI 500 de 2010[255]
  - Situado en el Nº122 en los PWI 500 de 2011[256]
  - Situado en el Nº10 en los PWI 500 de 2013.[257]
  - Situado en el Nº27 en los PWI 500 de 2014[258]
  - Situado en el Nº10 en los PWI 500 de 2015[259]
  - Situado en el Nº6 en los PWI 500 de 2016[260]
  - Situado en el Nº3 en los PWI 500 de 2017[261]
  - Situado en el Nº17 en los PWI 500 de 2018[262]
  - Situado en el Nº40 en los PWI 500 de 2019[263]
  - Situado en el Nº37 en los PWI 500 de 2020[264]
  - Situado en el Nº63 en los PWI 500 de 2021[265]
  - Situado en el Nº36 en los PWI 500 de 2022[266]
  - Situado en el Nº21 en los PWI 500 de 2023[267]

- Wrestling Observer Newsletter
  - Feudo del año - (2010), vs, El Generico[268]
  - Mejor Luchador Violento - (2010)[268]
  - Mejor Luchador Violento - (2011)[268]
  - Mejor Luchador Violento - (2012)[268]
  - Lucha 5 estrellas - (2023), con Sami Zayn vs. The Usos en WrestleMania 39 el 1 de abril
  - Lucha 5 estrellas - (2025), vs. Sami Zayn en WWE Elimination Chamber el 1 de marzo

## Luchas de Apuestas
| Ganador               | Perdedor              | Lugar                  | Fecha                   | Evento                                                   |
| --------------------- | --------------------- | ---------------------- | ----------------------- | -------------------------------------------------------- |
| El Generico (máscara) | Kevin Steen (carrera) | Nueva York, Nueva York | 18 de diciembre de 2010 | Mask vs. Ring of Honor Career match at Final Battle 2010 |